# کریشنا (فیلم ۱۹۹۶)
کریشنا (به هندی: Krishna) فیلمی محصول سال ۱۹۹۶ و به کارگردانی دیپاک شیوداسانی است. در این فیلم بازیگرانی همچون سونیل شتی، کاریسما کاپور، اوم پوری، شاکتی کاپور، تینو آناند، کولبوشان کارباندا ایفای نقش کرده‌اند.